# إلي أبيل فسيز
إلي أبيل فسيز (بالهولندية: Elly Appel) مواليد 27 يوليو 1952 في بيفيرفايك، هي لاعبة كرة مضرب هولندية سابقة بدأت مسيرتها كمحترفة سنة 1974، اعتزلت اللعب في 1982.

## النهائيات

### الزوجي الوصافة (1)
| الرقم | التاريخ       | الدورة            | السطح  | الشريك          | المنافسون                | النقاط   |
| 1.    | 18 يوليو 1979 | أستراليا المفتوحة | ترابية | فرجينيا روزيتشي | هيلينا أنليوت ديان إيفرز | 6–0, 6–4 |

## روابط خارجية
- إلي أبيل فسيز على موقع رابطة محترفات التنس (الإنجليزية)
- إلي أبيل فسيز على موقع الاتحاد الدولي لكرة المضرب (الإنجليزية)
- إلي أبيل فسيز على موقع كأس بيلي جين كينغ (الإنجليزية)
- إلي أبيل فسيز على موقع بطولة ويمبلدون (الإنجليزية)
- إلي أبيل فسيز على موقع خلاصة التنس.كوم (الإنجليزية)